# Fabiano Speggiorin
Fabiano Speggiorin (Camisano Vicentino, 26 ottobre 1951) è un dirigente sportivo, allenatore di calcio ed ex calciatore italiano, di ruolo centrocampista.

## Carriera

### Giocatore
Negli anni settanta, cresce calcisticamente nel Lanerossi Vicenza, senza riuscire ad approdare in prima squadra. Con eccezione di brevi passaggi alla Reggina e al Varese, ma senza mai scendere in campo in incontri di campionato, trascorre la prima parte della carriera in Serie C.
Sale di categoria nella stagione 1977-1978 trasferendosi alla Pistoiese neopromossa in Serie B. Disputa poi altri due campionati cadetti col Cesena, e tre con la Sambenedettese, il primo in Serie C1 e i due successivi in Serie B. Nel 1982 torna in Serie C per indossare le maglie prima del Modena, quindi del Mestre.
Nel corso della carriera ha collezionato 112 presenze e 18 reti in Serie B.

### Allenatore e dirigente
Intrapresa la carriera di allenatore, ha guidato in prevalenza squadre delle serie minori, con l'eccezione della stagione 1998-1999, quando nelle ultime 8 giornate di campionato guida la Reggiana in Serie B in coppia con Angelo Gregucci, senza riuscire a evitare la retrocessione degli emiliani. Inoltre nel 2006 consegue il titolo di Allenatore dell'UEFA a Sportilia & Coverciano.
Finita la carriera da allenatore, viene nominato dal Venezia responsabile del settore giovanile della società; ricopre l'incarico fino all'aprile 2006, poi, sempre in seno allo stesso club, diventa consigliere delegato, rimanendo in carica fino al maggio 2010. Finita questa esperienza approda subito dopo, nel giugno seguente, all'Inter come responsabile dello scouting giovanile.